# Parafia św. Bartłomieja w Staszowie
Parafia św. Bartłomieja w Staszowie – parafia należy do diecezji sandomierskiej w dekanacie Staszów.
Parafia uzyskała od biskupa Jana Grota akt erekcyjny w 1345. Kościół parafialny zbudowany w stylu późnogotyckim w 1342. Parafia posiada księgi parafialne od 1753 roku. Pierwsze wzmianki o parafii pojawiły się około 1325. Najprawdopodobniej wydzielona została ona ze starszej i większej parafii skotnickiej. Murowany kościół został konsekrowany 21 sierpnia 1345 przez biskupa krakowskiego Jana Grota.

## Patroni parafii
- Święty Bartłomiej
- Matka Boża Różańcowa
- Duch Święty
- Matka Boża Nieustającej Pomocy

## Obiekty sakralne
Podstawowe obiekty sakralne tej parafii to zabytkowy kościół parafialny pod wezwaniem św. Bartłomieja wraz z kaplicą Tęczyńskich oraz  położony w pobliskim osiedlu kościół filialny pod wezwaniem Ducha Świętego, który posiada dwie kondygnacje – górną i dolną.

## Proboszczowie
(od 1902 roku)
- ks. Wawrzyniec Siek (1902–1934)
- ks. Wacław Wodecki (1934–1937)
- ks. Ignacy Kwaśniak (1937–1955)
- ks. Wacław Nagrodkiewicz (1955–1965)
- ks. Wacław Ośka (1966–1970)
- ks. Adam Rdzanek (1970–1986)
- ks. Henryk Kozakiewicz (1986–2012)
- ks. Szczepan Janas (2012 – nadal)

## Sąsiednie parafie
Parafia św. Bartłomieja sąsiaduje z: par. Kiełczyna (dek. staszowski), par. Mostki (dek. staszowski), par. Wiśniowa (dek. staszowski), par. św. Barbary w Staszowie (dek. staszowski), par. Rytwiany (dek. staszowski), par. Koniemłoty (dek. połaniecki) oraz par. Kurozwęki (dek. staszowski).